# Cor Edskes
Cornelius Herman (Cor) Edskes (Groningen, 1 augustus 1925 – Haren, 7 september 2015) was een Nederlands organist en orgeldeskundige.
In 1942 werd hij organist van de doopsgezinde gemeente in Groningen, een functie die hij meer dan 60 jaar vervulde.
Hij is adviseur geweest vanaf 1954 van de Nederlands Hervormde Kerk voor orgelmuziek en van 1964 tot 1969 van de Nederlandse overheid voor behoud en herstel van monumentale orgels en ontwikkelde zich tot een internationaal gevraagd deskundige op het gebied van het restaureren. In oktober 1996 kreeg hij voor zijn inspanningen op orgel-gebied een eredoctoraat (Dr hc) van de Universiteit van Göteborg.
Enkele van zijn broers werden ook organist. De jongste van de vier broers, Bernhardt Edskes (1940) werd orgelrestaurateur, verhuisde in 1963 naar Zwitserland en werd internationaal bekend orgelbouwer.

## Boeken
- C.H. Edskes: Het hoofdorgel van de Nieuwe Kerk te Amsterdam, uitg. Vrienden van de Nieuwe Kerk, Amsterdam, 1981.
- Cornelius H. Edskes: Arp Schnitger en zijn werk, uitg. Arp Schnitger Gesellschaft, Bremen, 2009, ISBN 978 3 89757 472 4.

- Biblioteca Nacional de España: XX4725949
- Bibliothèque nationale de France: cb16595480h (data)
- Gemeinsame Normdatei: 12195711X
- International Standard Name Identifier: 0000 0000 7865 8866
- Library of Congress Control Number: n85229291
- Nederlandse Thesaurus van Auteursnamen: 071307176
- Virtual International Authority File: 181786497
- WorldCat: E39PBJqfGDbrPp8GDRQ6TYqbBP